# Beralade
Beralade är ett släkte av fjärilar. Beralade ingår i familjen ädelspinnare.

## Dottertaxa tillBeralade, i alfabetisk ordning[1]
- Beralade arcuata
- Beralade balteata
- Beralade bettoni
- Beralade bistrigata
- Beralade bouillonae
- Beralade candens
- Beralade canofusca
- Beralade continua
- Beralade convergens
- Beralade curvistriga
- Beralade fulvostriata
- Beralade fumosa
- Beralade gibbonsi
- Beralade grisescens
- Beralade hammadae
- Beralade jordani
- Beralade monostrigata
- Beralade niphoessa
- Beralade obliquata
- Beralade occidentalis
- Beralade pelodes
- Beralade perobliqua
- Beralade pulla
- Beralade pura
- Beralade pygmula
- Beralade semifumosa
- Beralade senegalensis
- Beralade signinervis
- Beralade simplex
- Beralade sobrina
- Beralade sorana
- Beralade uniformis
- Beralade unistriga
- Beralade wallengreni